# Hal B. Wallis
Hal B. Wallis (n. 14 septembrie, 1899, Chicago - d. 5 octombrie, 1986, Rancho Mirage, California) a fost un producător american de filme, câștigător al premiului Oscar.
Născut Harold Brent Wallis în Chicago, familia sa s-a mutat în 1922 în Los Angeles, California, unde a găsit de lucru în departamentul de publicitate al studioului Warner Bros. în 1923.
În câțiva ani, Wallis a ajuns producător și în final va ajunge șef de producție la studioul Warner Bros. Într-o carieră de mai bine de 50 de ani, Wallis s-a implicat în producția a peste 400 de filme.
Printre filmele sale marcante au fost Casablanca, unul dintre cele mai onorate filme din istorie, și True Grit, pentru care John Wayne a câștigat premiul Oscar pentru cel mai bun actor în 1969. Wallis a părăsit studioul Warner Bros. în 1944 pentru a deveni producător independent, având un succes considerabil atât din punct de vedere comercial cât și critic. Printre hiturile sale financiare s-au numărat comediile cu Dean Martin și Jerry Lewis, precum și câteva filme cu Elvis Presley.
Hal Wallis a primit șaisprezece nominalizări la Premiile Oscar pentru cel mai bun film, câștigand pentru Casablanca în 1943. Pentru calitatea filmelor sale, a fost onorat de două ori cu premiul onorific Irving Thalberg. A fost de asemenea nominalizat de șapte ori la Globurile de Aur, câștigând de două ori premiul pentru cel mai bun film. În 1975, a primit premiul onorific Cecil B. DeMille din cadrul Globurilor de Aur pentru realizările sale în industria cinematografică.

## Filmografie
- Little Caesar (1931)
- Central Airport (1933)
- The Petrified Forest (1936)
- Kid Galahad (1937)
- West of Shanghai (1937)
- The Invisible Menace (1938)
- The Adventures of Robin Hood (1938)
- Dark Victory (1939)
- The Private Lives of Elizabeth and Essex (1939)
- Castle on the Hudson (1940)
- Santa Fe Trail (1940)
- Sergeant York (1941)
- The Maltese Falcon (1941)
- They Died with Their Boots On (1941)
- Casablanca (1942)
- Now, Voyager (1942)
- Yankee Doodle Dandy (1942)
- This Is the Army (1943)
- Love Letters (1945)
- You Came Along (1945)
- Desert Fury (1947)
- So Evil My Love (1948)
- The Fountainhead (1949)
- Dark City (1950)
- The Furies (1950)
- The Rainmaker (1956)
- Gunfight at the O.K. Corral (1957)
- Loving You (1957)
- King Creole (1958)
- Career (1959)
- G.I. Blues (1960)
- Blue Hawaii (1961)
- Girls! Girls! Girls! (1962)
- Fun in Acapulco (1963)
- Summer and Smoke (1961)
- Wives and Lovers (1963)
- Becket (1964)
- Roustabout (1964)
- Paradise, Hawaiian Style (1966)
- Barefoot in the Park (1967)
- Easy Come, Easy Go (1967)
- True Grit (1969)
- Anne of the Thousand Days (1969)
- Mary, Queen of Scots (1971)
- Rooster Cogburn (1975)

## Premii Oscar
| An      | Premiu                    | Film                              | Câștigător                                              |
| ------- | ------------------------- | --------------------------------- | ------------------------------------------------------- |
| 1931–32 | Producție remarcabilă     | Five Star Final                   | Irving Thalberg – Grand Hotel                           |
| 1932–33 | Producție remarcabilă     | I Am a Fugitive from a Chain Gang | Winfield Sheehan – Cavalcade                            |
| 1934    | Producție remarcabilă     | Flirtation Walk                   | Harry Cohn – It Happened One Night                      |
| 1935    | Producție remarcabilă     | Captain Blood                     | Irving Thalberg and Albert Lewin – Mutiny on the Bounty |
| 1938    | Producție remarcabilă     | The Adventures of Robin Hood      | Frank Capra – You Can't Take It With You                |
| 1938    | Producție remarcabilă     | Four Daughters                    | Frank Capra – You Can't Take It With You                |
| 1938    | Producție remarcabilă     | Jezebel                           | Frank Capra – You Can't Take It With You                |
| 1940    | Producție remarcabilă     | All This, and Heaven Too          | David O. Selznick – Rebecca                             |
| 1940    | Producție remarcabilă     | The Letter                        | David O. Selznick – Rebecca                             |
| 1941    | Film artistic remarcabil  | The Maltese Falcon                | Darryl F. Zanuck – How Green Was My Valley              |
| 1941    | Film artistic remarcabil  | One Foot in Heaven                | Darryl F. Zanuck – How Green Was My Valley              |
| 1941    | Film artistic remarcabil  | Sergeant York                     | Darryl F. Zanuck – How Green Was My Valley              |
| 1942    | Film artistic remarcabil  | Kings Row                         | Sidney Franklin – Mrs. Miniver                          |
| 1942    | Film artistic remarcabil  | Yankee Doodle Dandy               | Sidney Franklin – Mrs. Miniver                          |
| 1943    | Film artistic remarcabil  | Casablanca                        | Câștigat                                                |
| 1943    | Film artistic remarcabil  | Watch on the Rhine                | Hal B. Wallis – Casablanca                              |
| 1955    | Cel mai bun film artistic | The Rose Tattoo                   | Harold Hecht – Marty                                    |
| 1964    | Cel mai bun film          | Becket                            | Jack Warner – My Fair Lady                              |
| 1969    | Cel mai bun film          | Anne of the Thousand Days         | Jerome Hellman – Midnight Cowboy                        |